# Særimner
Denna artikel behandlar mässan i Jämtland. För det mytologiska kreaturet, se Särimner.
Saerimner är en årlig mässa i Ås, Krokoms kommun, Jämtlands län som riktar sig till småskaliga livsmedelsproducenter med fokus på hantverksmässig produktion. Den äger rum i slutet av oktober varje år. Under mässan hålls även nationella mästerskapen i småskaligt mathantverk.
Bakom mässan står Sveriges nationella resurscentrum för mathantverk Eldrimner.